# Erzbistum Montes Claros

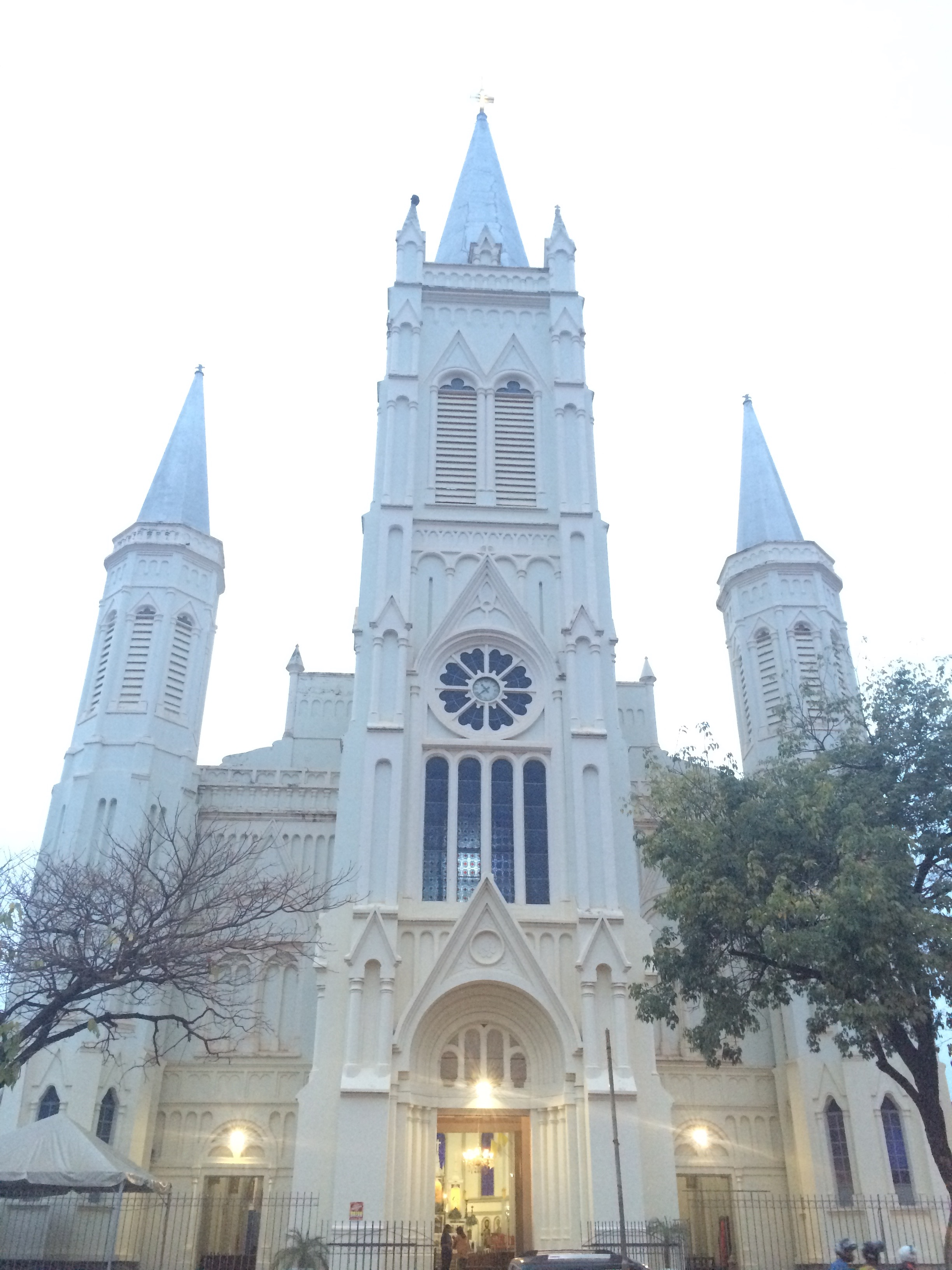
Kathedrale Montes Claros

Regional CNBB Leste 2.

Erzbistum Montes Claros.

Das Erzbistum Montes Claros (lateinisch Archidioecesis Montisclarensis, ) ist eine in Brasilien gelegene römisch-katholische Erzdiözese mit Sitz in Montes Claros im Bundesstaat Minas Gerais.

## Geschichte
Das Erzbistum Montes Claros wurde am 10. Dezember 1910 durch Papst Pius X. mit der Apostolischen Konstitution Postulat sane aus Gebietsabtretungen des Bistums Diamantina als Bistum Montes Claros errichtet. Das Bistum Montes Claros wurde dem Erzbistum Mariana als Suffraganbistum unterstellt. Am 28. Juni 1917 wurde das Bistum Montes Claros dem Erzbistum Diamantina als Suffraganbistum unterstellt. Das Bistum Montes Claros gab am 1. März 1929 Teile seines Territoriums zur Gründung der Territorialprälatur Paracatu ab. Weitere Gebietsabtretungen erfolgten am 15. Juni 1957 zur Gründung des Bistums Januária und am 5. Juli 2000 zur Gründung des Bistums Janaúba.
Am 25. April 2001 wurde das Bistum Montes Claros durch Papst Johannes Paul II. mit der Apostolischen Konstitution Maiori Christifidelium zum Erzbistum erhoben.

## Ordinarien

### Bischöfe von Montes Claros
- João Antônio Pimenta, 1911–1943
- Aristides de Araújo Porto, 1943–1947
- Antônio de Almeida Moraes Junior, 1948–1951, dann Erzbischof von Olinda e Recife
- Luís Victor Sartori, 1952–1956, dann Koadjutorbischof von Santa Maria
- José Alves de Sà Trindade, 1956–1988
- Geraldo Majela de Castro OPraem, 1988–2001

### Erzbischöfe von Montes Claros
- Geraldo Majela de Castro OPraem, 2001–2007
- José Alberto Moura CSS, 2007–2018
- João Justino de Medeiros Silva, 2018–2021, dann Erzbischof von Goiânia
- José Carlos de Souza Campos, seit 2022